# Bibliothek Velbert
Die Bibliothek Velbert, ehemals Stadtbücherei Velbert, gegründet 1905, ist eine öffentliche Bibliothek in Velbert. Sie versorgt jährlich über 190.000 Besucher mit Informationen. Damit gehört sie zu den meistgenutzten öffentlichen Einrichtungen in Velbert. Die Bibliothek Velbert Mitte befindet sich im Forum Velbert, Oststraße 20. In den Stadtteilen Neviges und Langenberg gibt es Zweigstellen.
Während des Umbaus des Forums Niederberg (heute Forum Velbert) war die Bibliothek Velbert ab Januar 2020 zeitweise in der Velberter Fußgängerzone untergebracht. Nach Abschluss der Sanierungsarbeiten zog die Bibliothek im Sommer 2023 wieder zurück ins Forum Velbert, wo am 18. August 2023 die Wiedereröffnung erfolgte. Der Bibliothek Velbert stehen nun 1.860 Quadratmeter Platz auf drei Etagen zur Verfügung.
Die Bibliothek sichert die Medienversorgung der Velberter Bürger zur Aus- und Weiterbildung, für Information und Freizeitgestaltung. Das aktuelle Medienangebot berücksichtigt neben dem Leitmedium Buch besonders auch Neue Medien und das Internet. Mehr als 111.000 Medien zu Sachthemen (Sachliteratur, Fachliteratur), Kinderliteratur, Romane, DVDs, Hörbücher, Zeitschriften sowie Gesellschaftsspiele stehen allen Interessierten zur Verfügung.
Seit September 2008 bietet die Bibliothek Velbert zusammen mit acht weiteren Bibliotheken aus dem Kreis Mettmann digitale Medien zur Ausleihe an. Über den gemeinsamen Verbundkatalog „BibNet“ können E-Books, E-Videos, E-Audios, E-Magazines, E-Paper und E-Music für die Kunden der teilnehmenden Bibliotheken kostenlos ausgeliehen und heruntergeladen werden.
Eine wichtige Aufgabe der Bibliothek Velbert ist die Leseförderung für Kinder. Darüber hinaus ist die Fortbildung von Schülerinnen und Schülern im Bereich Medienkompetenz ein wichtiger Bestandteil der täglichen Arbeit.

## Belege
1. ↑  SuperTipp: Velberter Stadtbücherei in der City eröffnet, 9. Januar 2020
2. ↑  SuperTipp: Bücherei zieht ins Forum Velbert, 22. Juni 2023.
3. ↑  ekz.de: Bibliothek Velbert zurück im Forum, 10.01.2024.